# M/S Aurora Botnia
M/S Aurora Botnia är en kombinerad frakt- och passagerarfärja (ro-pax) som från den 28 augusti 2021 trafikerar sträckan Umeå–Vasa, och ägs av Wasaline.
Umeå kommuns och Vasa stads gemensamma rederibolag NLC Ferry beställde färjan av Rauma Marine Constructions i januari 2019 för att ersätta den tidigare färjan M/S Wasa Express. Aurora Botnia var tänkt att börja trafikera sträckan i maj 2021 men med anledning av Covid-19-pandemin försenades leveransen av färjan till 25 augusti 2021.
Färjan drivs av fyra Wärtsilä 8V31DF motorer. Dessa motorer kan köras på naturgas (LNG), biogas, samt dieselolja. Man har också installerat ett batteripaket som används som effektreserv och i vissa fall för framdrivning. Rederiet marknadsför Aurora Botnia som världens mest miljövänliga passagerarfärja. Jämfört med den gamla färjan förkortas restiden på sträckan med en timme och görs nu på 3,5 eller 4 timmar.
Färjans namn härstammar från färjan Eos som trafikerade Obbola-Holmsund innan Obbolabron byggdes. Den romerska mytologins motsvarighet till grekiska mytologins Eos är Aurora och Botnia för området där färjan går.

## Galleri

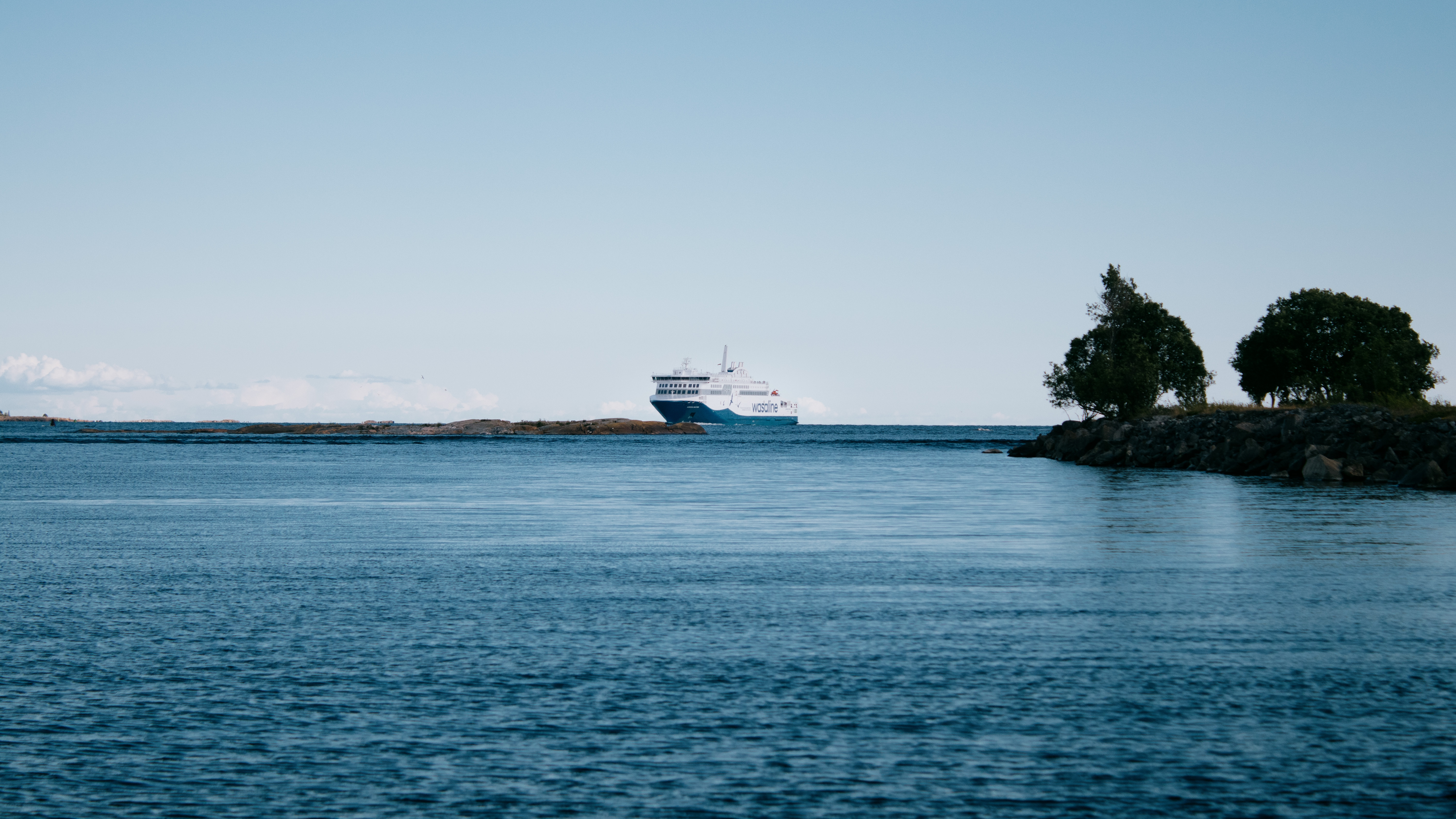
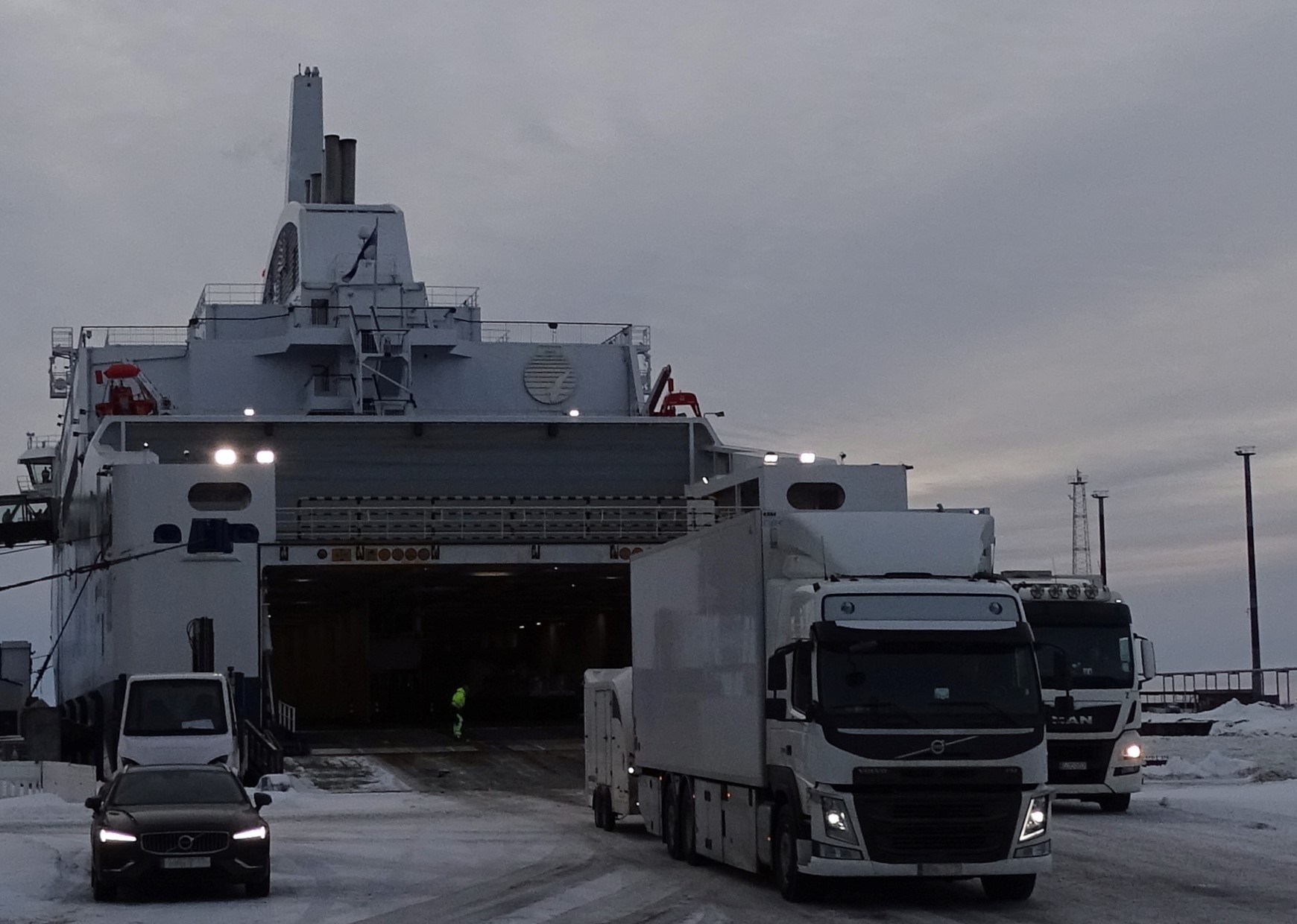
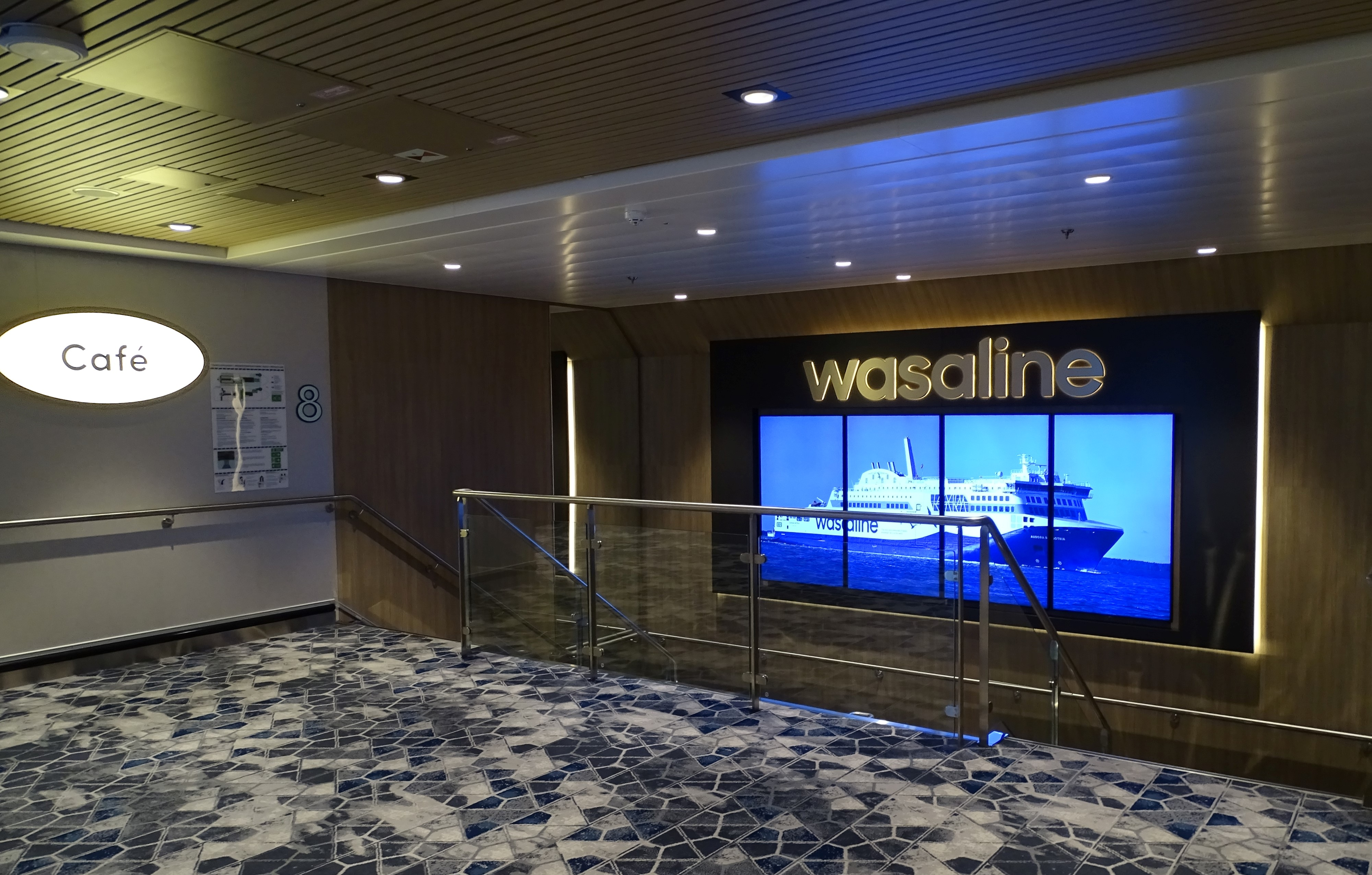
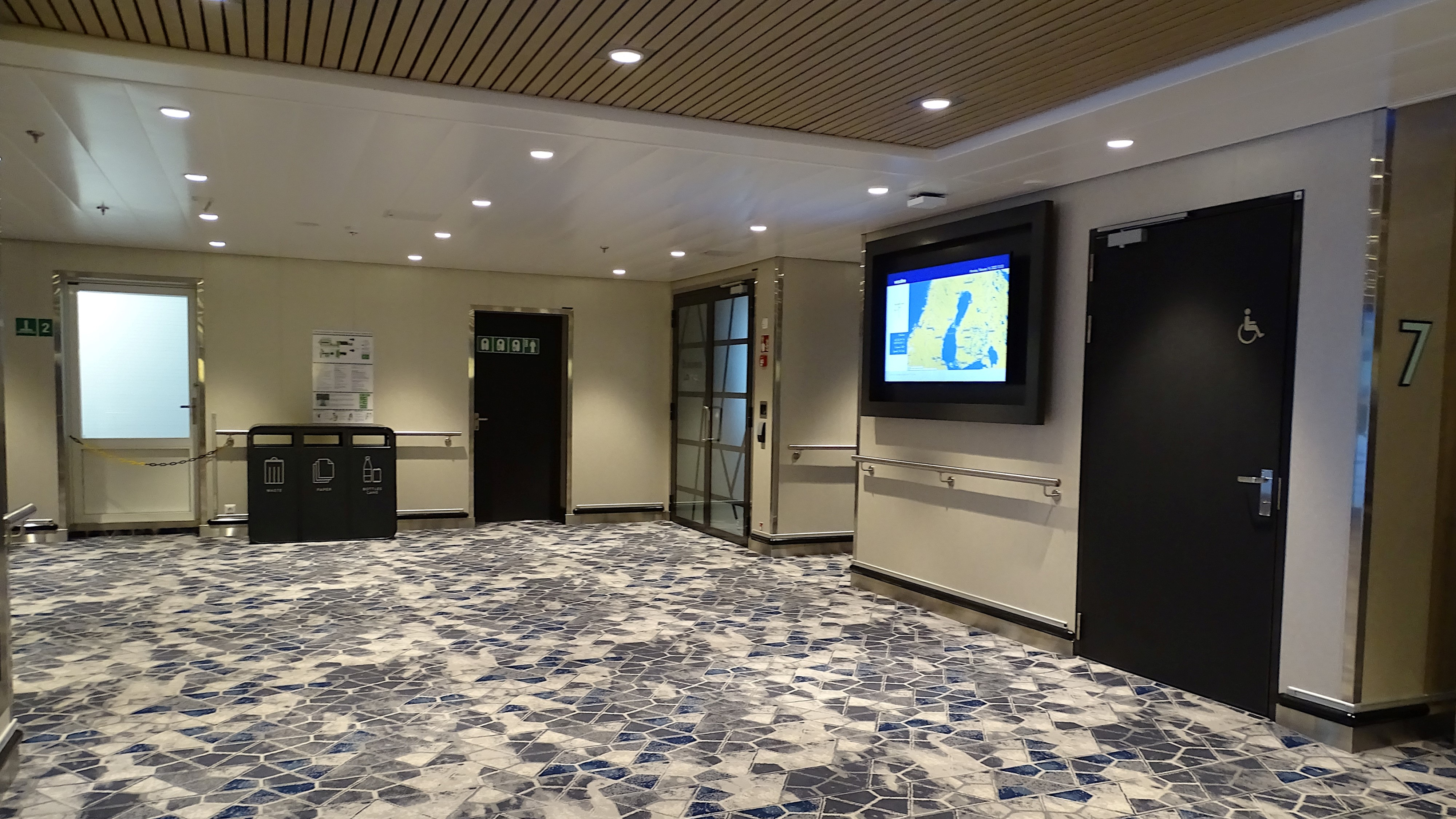
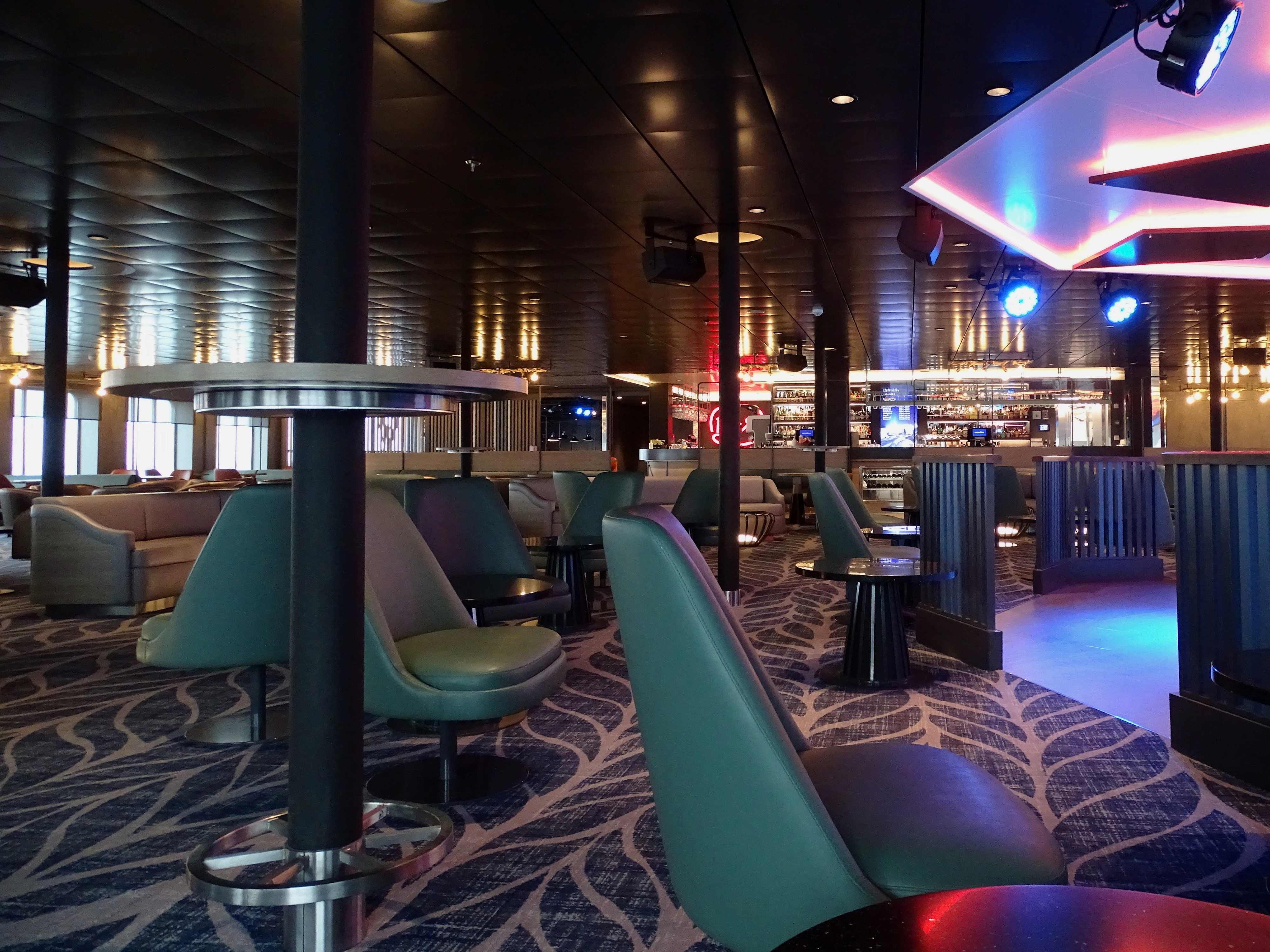
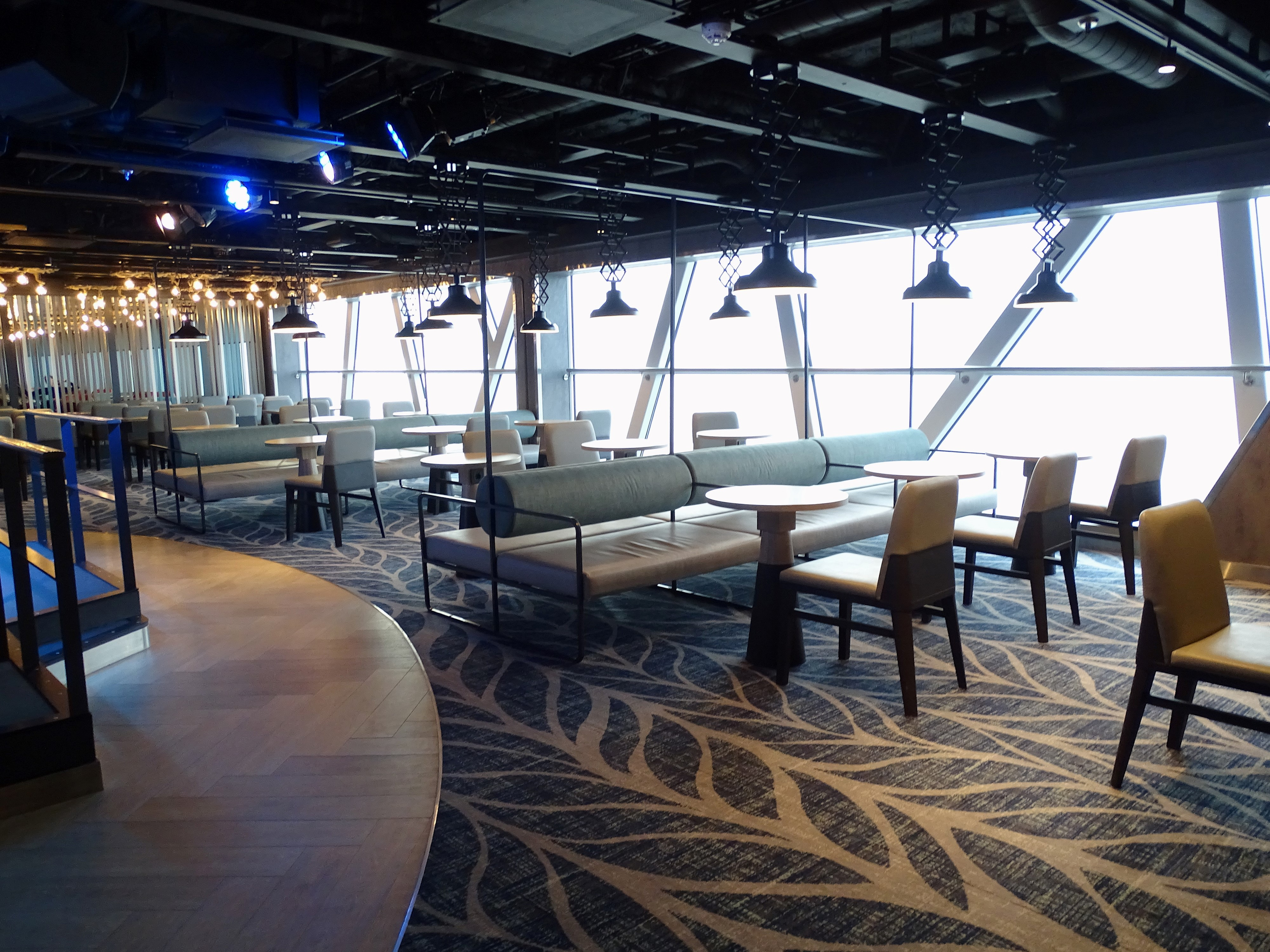
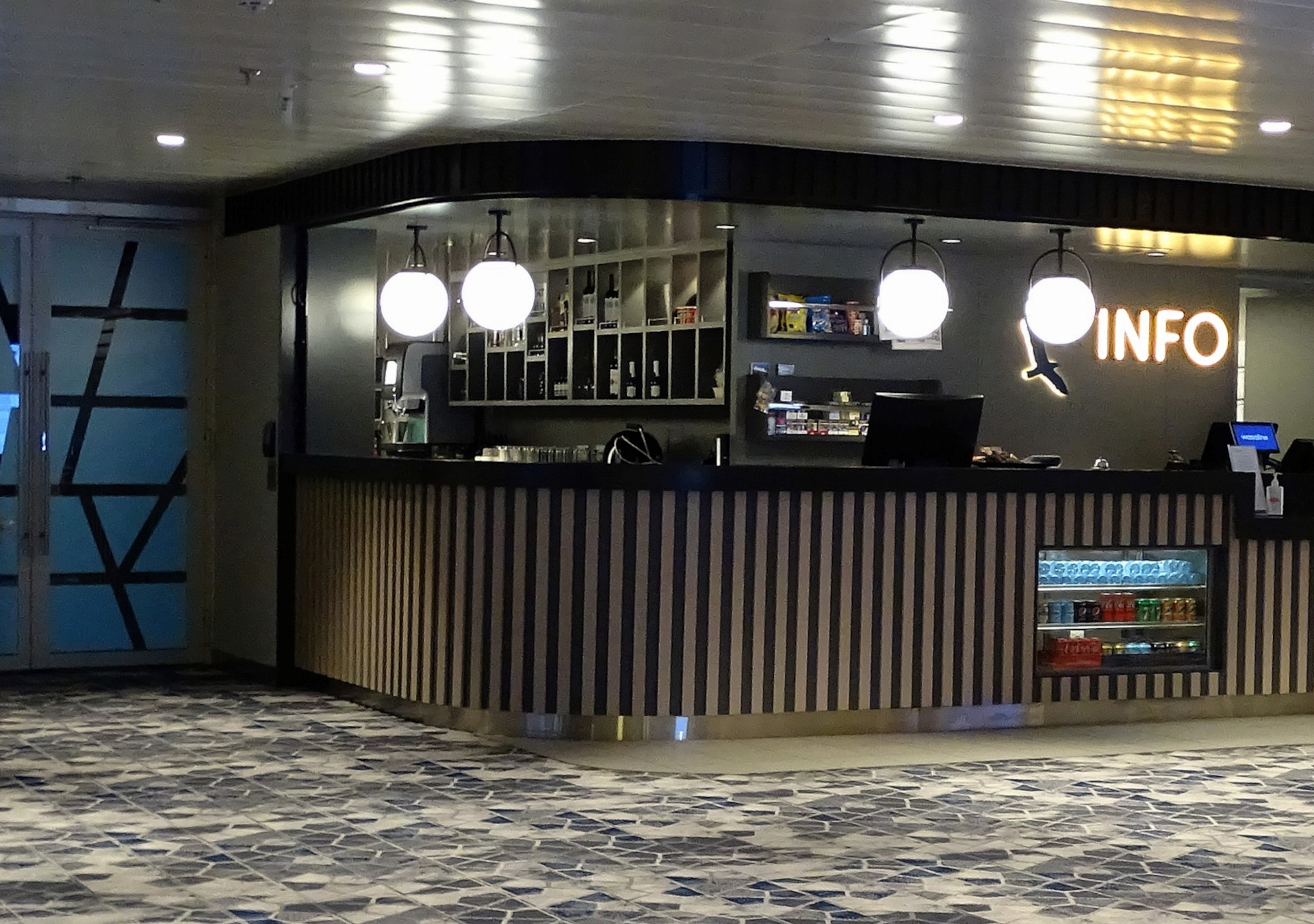
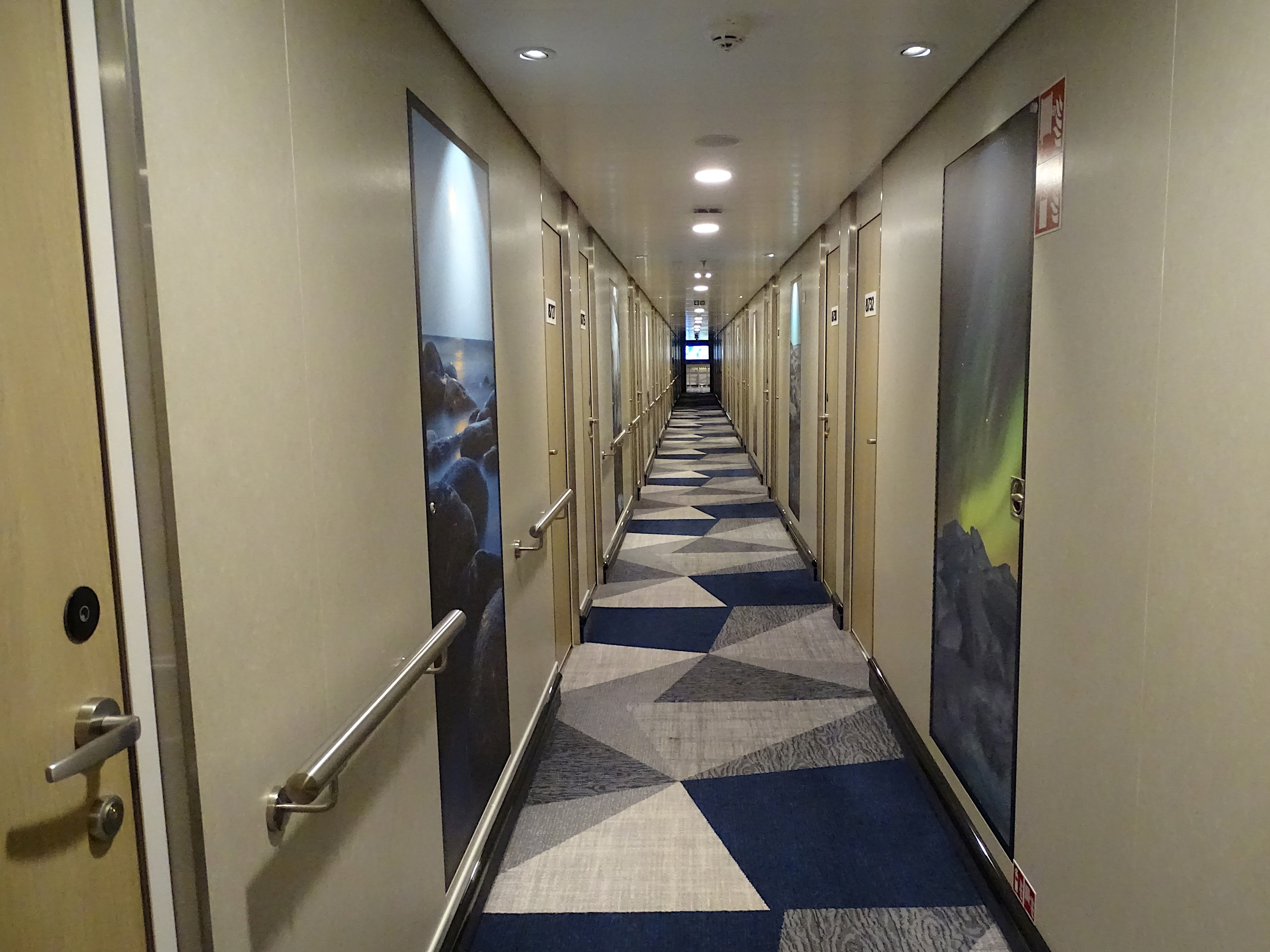